# Erwin Hinze
Erwin Paul Hinze (* 8. August 1909 in Nowawes; † 18. Februar 1972 in Potsdam) war ein deutscher Politiker der Sozialdemokratischen Partei Deutschlands (SPD) und der Sozialistischen Einheitspartei Deutschlands (SED). Hinze war in den Jahren 1950 bis 1952 Bürgermeister und von 1952 bis 1955 Oberbürgermeister der Stadt Frankfurt (Oder).

## Leben
Hinze besuchte die Volksschule und absolvierte eine Ausbildung zum Bootsbauer. Er trat im Jahr 1932 in die SPD ein und gehörte dieser bis zu ihrer Auflösung durch Wilhelm Frick am 22. Juni 1933 an. Während des Zweiten Weltkrieges wurde Hinze 1940 zur Wehrmacht eingezogen. Nach Kriegsende war er 1945 kurz in sowjetischer Kriegsgefangenschaft. 1945 trat Hinze erneut der SPD bei Hinze und arbeitete bei der Konsumgenossenschaft Potsdam-Babelsberg. Ab Dezember 1945 war er Sekretär des SPD-Kreisverbandes Potsdam. Nach der Vereinigung der SPD mit der Kommunistischen Partei Deutschlands 1946 war Hinze Mitglied der neugegründeten SED. Er wurde Mitglied des SED-Kreisverbandes Potsdam, war 1947 bis 1949 Mitglied des Sekretariats des SED-Landesverbandes Brandenburg für Kommunalpolitik und arbeitete 1949–1950 als Abteilungsleiter im SED-Landesverband Brandenburg.
Nachdem Hinze für die SED in verschiedenen Posten tätig gewesen war, wurde er im Juli 1950 Bürgermeister in Frankfurt (Oder). Nachdem die Stadt im Jahr 1952 kreisfrei wurde, wählte ihn die Frankfurter Stadtverordnetenversammlung am 12. September 1952 rückwirkend zum 1. September 1952 zum Oberbürgermeister. Während der Amtszeit Hinzes wurden viele bauliche Veränderungen in Frankfurt (Oder) vorgenommen, so wurde beispielsweise das Rathaus saniert und das Stadion der Freundschaft erbaut. 1953 war er zusätzlich Vorsitzender des Rats der Stadt Frankfurt (Oder). Im Dezember 1954 erhielt Hinze eine „strenge Rüge“ wegen „parteischädigenden Verhaltens“. Am 20. Februar 1955 schied Hinze aus dem Rat der Stadt aus.
Es folgte ein Einsatz als Bezirksbeauftragter für den MTS-Bereich Altlandsberg. Von 1958 bis 1961 war Hinze 1. Stellvertretender des Vorsitzenden des Rates des Kreises Strausberg.